# Beyssac
Beyssac é uma comuna francesa na região administrativa da Nova Aquitânia, no departamento de Corrèze. Estende-se por uma área de 21.34 km². Em 2010 a comuna tinha 629 habitantes (densidade: 29,5 hab./km²).
Nessa cidade nasceu o Papa Inocêncio VI, que governou a Igreja entre 1352 e 1362.